# (79978) 1999 CC158
(79978) 1999 CC158 — транснептуновый объект, который расположен в области пояса Койпера в Солнечной системе. Он обнаружен 15 февраля 1999 года в обсерватории Мауна-Кеа, Гавайи.
Диаметр объекта примерно 304 км. На сегодня об объекте известно очень мало.
Объект состоит в орбитальном резонансе 5:12 с планетой Нептун.